# Potter Creek, Hastings County
Potter Creek är ett vattendrag i Kanada.   Det ligger i provinsen Ontario, i den sydöstra delen av landet, 200 km sydväst om huvudstaden Ottawa.
Omgivningarna runt Potter Creek är en mosaik av jordbruksmark och naturlig växtlighet. Runt Potter Creek är det glesbefolkat, med 17 invånare per kvadratkilometer.